# Without You (David Bowie)
Without You è un brano musicale scritto ed interpretato dal musicista britannico David Bowie, quarta traccia dell'album Let's Dance del 1983. La canzone venne pubblicata come quarto singolo estratto dal disco nel novembre dello stesso anno in Giappone, Stati Uniti, Paesi Bassi e Spagna.
La copertina del 45 giri è opera dell'artista Keith Haring, mentre la foto sul retro è opera di Denis O'Regan.

## Tracce singolo
7" EMI America / B 8190 (US)
1. Without You (David Bowie) – 3:08
2. Criminal World (Duncan Browne, Peter Godwin, Sean Lyons) – 4:25

## Formazione
- David Bowie – voce, produzione
- Stevie Ray Vaughan – chitarra
- Nile Rodgers – chitarra, produzione
- Bernard Edwards – basso
- Tony Thompson – batteria
- Stan Harrison – sassofono
- Steve Elson – sassofono
- Frank Simms – cori
- George Simms – cori